# Ascaloptynx appendiculatus
Ascaloptynx appendiculatus là một loài côn trùng trong họ Ascalaphidae thuộc bộ Neuroptera. Loài này được Fabricius miêu tả năm 1793.